# إيفور د. فنتون
إيفور د. فنتون (بالإنجليزية: Ivor D. Fenton)‏ هو طبيب وسياسي أمريكي، ولد في 3 أغسطس 1889 في الولايات المتحدة، وتوفي في 23 أكتوبر 1986 في صنبوري في الولايات المتحدة. حزبياً، نشط في الحزب الجمهوري. وقد انتخب عضو مجلس النواب الأمريكي.